# Monumento a Cristóbal Colón (Ciudad de Guatemala)
El monumento a Cristóbal Colón fue construido por el artista español Tomás Mur entre 1893 y 1896 por encargo del entonces presidente de Guatemala, general José María Reina Barrios, como parte de las festividades del Cuarto Centenario del Descubrimiento de América.  Originalmente se encontraba en la plaza de Armas frente al palacio de Gobierno y fue inaugurado el 30 de junio de 1896, coincidiendo con el vigésimo quinto aniversario de la Reforma Liberal. En 1943 fue trasladado al parque de Jocotenango debido a la construcción del Palacio Nacional por el gobierno del general Jorge Ubico Castañeda para finalmente ser ubicado en su lugar definitivo por la municipalidad de Guatemala en 1962.

## Historia
Al referirnos a los monumentos conmemorativos, erigidos en Guatemala, debemos comenzar por uno de los más antiguos, dedicados a la memoria del Primer Almirante de las Indias: el que figura en el Colegio San José de los Infantes.
     El cronista Jesús Fernández describe así esa inauguración:
     “En ningún país de América, ni en España, antes de ahora, se ha celebrado anualmente la fecha del descubrimiento, si no es en Guatemala y en el Colegio de Infantes, donde tal fiesta del 12 de octubre, tuvo origen hace años, habiéndose venido celebrando cada vez con mayor solemnidad. En el año de 1880 fue notable la fiesta del aniversario, motivada por la inauguración del monumento a Colón, erigido por el Rector Presbítero don Alberto Rubio y Piloña, en el patio principal del establecimiento, siendo el primero levantado en Centroamérica al egregio marino.
     “Bien merecido tienen el Colegio de Infantes el dictado del heraldo del IV Centenario, y hay que tener en cuenta que al pie de una Catedral de América, y por la iniciativa y celo de un sacerdote, tuvo origen la gran solemnidad del 12 de octubre.
     “Casi todos los habitantes de Guatemala, puede decirse, han pasado por el pequeño recinto del Colegio en los días 11, 12 y 13 de octubre, con objeto de visitar el monumento erigido a Colón, allí hace doce años, monumento que, a pesar de su modestia, es artísticamente bello en su sencillez y proporciones: sobre un alto pedestal hay el arranque de una columna cortada por su base, que sostiene la estatua del Almirante, de un metro de altura; Colón, con la diestra levantada hacia el cielo, parece contemplar con su mirada la cruz que corona la torre de la Catedral, mientras a sus pies hay el globo y una pequeña carabela. En los cuatro costados del pedestal, se ven otras tantas inscripciones sobre metal, en diversos idiomas; al Occidente y frente a a la puerta de entrada, se lee la castellana, que dice así:
       “¡Hombre sin igual! ¡Genio excelso! El Colegio de Infantes se gloria y se apesara al consagraros este monumento hoy aniversario de vuestra acción inmortal. Se gloría de ser el primero en Centro América que os erige un monumento y conmemora vuestro día glorioso; se apesara porque sus proporciones no le permitan hacerlo cual vos merecéis. ¡Dios creó un mundo! ¡Vos nos mostrasteis la mitad! Se inauguró este monumento del Colegio de Infantes de la S. I. M. de Guatemala, el 12 de octubre de 1880.”
          “En los días del festival del Centenario, la verja que rodea el monumento de Colón en el Colegio, se veía completamente cubierta por las coronas que ofrecieron diversas personas y corporaciones, habiendo entre ellas magníficas y adornadas con lujosos lazos; he aquí la lista de los oferentes:
     “Presidente de la República, General don José María Reyna Barrios; Ministro de España, Excmo. don Julio de Arellano; Ministro de Italia, Conde Greppi; Ministro de los Estados Unidos de Norte América, don Romualdo Pacheco; Cónsul de España, don Francisco Camacho; Cónsul del Perú, don Julio Lowenthal; Cónsul de Chile, don Luis S. Andreu; Ministro de Gobernación, Licenciado don Manuel Estrada Cabrera; Facultad de Derecho y Notariado; Conservatorio de Música; Escuela Politécnica; Hospital General; el Municipio de Guatemala; Asilo de Dementes; Casa Central de las Hermanas de la Caridad; el “Diario de Centro América”; “La República”; R. R. P. P. de la Misión; Colegio de San Agustín; Colegio de Belén; Colegio “La Esperanza”; Colegio “La Juventud”; señorita Natalia Górriz; don Sóstenes Esponda; doña Pastora V. de Milla; Presbítero Herlindo García; Licenciado Manuel Zeceña; Licenciado Manuel Estrada Cerezo y don Ricardo González Franco.
     “Al inaugurarse el festival en el Colegio de Infantes, a la caída de la tarde del 11 de corriente y ante gran concurrencia que invadía corredores y patio, bellamente adornados, tuvo el honor el que escribe esta crónica (Jesús Fernández), de pronunciar el discurso con que aquellas fiestas se iniciaban y era de verse el entusiasmo de todas las clases sociales, que de pie y aglomeradas las personas permanecieron allí, durante aquel acto inaugural, que además del discurso consistía en la ejecución, por primera vez, el Himno a Colón, letra del Licenciado don Juan Fermín Aycinena y música del maestro don Juan Aberle, compuesto expresamente por dichos señores para el Colegio de Infantes, con motivo del IV Centenario del Descubrimiento, tanto que el célebre poeta guatemalteco escribió al frente de su bella composición este título:
     En el IV centenario del Descubrimiento de América, ofrenda del Colegio de Infantes de Guatemala.
     El maestro don Juan Aberle, escribió también de su puño y letra, sobre la partitura musical del Himno, la siguiente dedicatoria:

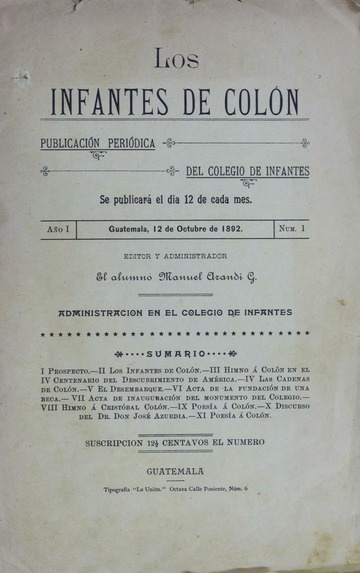
Portada del periódico estudiantil "Los Infantes de Colón". Publicación mensual de los alumnos del Colegio San José de los Infantes por aquellos años.

     Al Colegio de Infantes, el primero en celebrar las glorias del inmortal Colón. Juan Aberle, Guatemala, 6 de octubre de 1892.
           “Después de la ejecución del Himno, leyóse el acta de la creación del monumento al Almirante de Indias, levantada el 12 de octubre de 1880, y en seguida la orquesta se situó en la calle y frente a la puerta del Colegio, donde estuvo tocando hasta las diez de la noche, continuándose durante todo este tiempo la visita a la estatua de Colón. Al acto de inauguración de las fiestas, estuvieron presentes los Ministros de España e Italia.

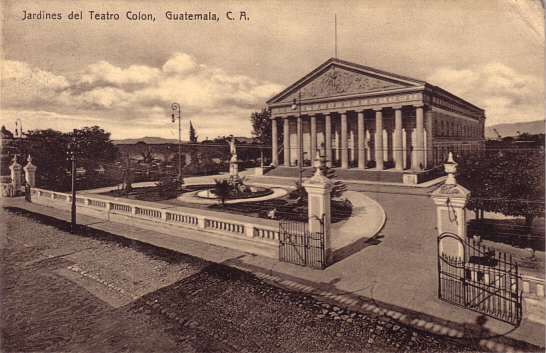
Teatro Colón tras su remodelación en 1892.

Las festividades para celebrar el Cuarto Centenario del Descubrimiento de América fueron programadas por el gobierno del general José María Reina Barrios de acuerdo al decreto 443, de junio de 1892, en el que se declaró como día festivo el 12 de octubre de ese año y se convocó a concurso poesías e himnos en honor a Cristóbal Colón. Posteriormente, el secretario de Estado emitió el correspondiente acuerdo, que contenía el programa de festejos y que contemplaba una procesión escolar que recorriera las principales calles de la ciudad el día 11 de octubre, terminando a los pies del monumento provisional a Cristóbal Colón que había sido construido frente al Teatro Colón por el gobierno del general Manuel Lisandro Barillas Bercián.
Para el día 12 de octubre se programó una procesión cívica, con participación de personajes vestidos a la usanza del siglo xv, y carros alegóricos entre los que estaban: la galera «Santa María», tripulada por Colón y sus acompañantes; carro triunfal de oro y plata, estilo griego, representando a la joven América, con todas sus riquezas y hermosura; carro de la industria, con sus trofeos, herramientas; carros de las Bellas Artes, Ciencias y Agricultura; carro representando un vapor mercante y correo; y, finalmente, carro de la apoteosis de Cristóbal Colón. En el desfile participaron los empleados públicos, estudiantes de los distintos establecimientos públicos, funcionarios superiores y el ejército, que cerró el desfile.
El Teatro Colón fue el escenario de la ceremonia de premiación a los trabajos líricos y de prosa dedicados al descubridor, el 11 de octubre.  El premio principal lo recibió el licenciado Antonio Batres Jáuregui por su obra biográfica Cristóbal Colón y el Nuevo Mundo.
El desfile cívico del día 12, recorrió las calles de la ciudad y a su fin, a los pies del monumento provisional al descubridor del Nuevo Mundo, se celebró la ceremonia de colocación de la “primera piedra”, del monumento de Guatemala a Cristóbal Colón, en presencia de autoridades de gobierno y del cuerpo diplomático acreditado en el país. Posteriormente se desplazaron a la plazoleta del Teatro para poner la primera piedra del monumento de la Colonia Italiana y luego se dirigieron al parque de La Reforma para la primera piedra del monumento de la colonia Española.

## Construcción del monumento

Estudio del maestro escultor Tomás Mur. Se observa una maqueta del monumento a Cristóbal colón.

Ceremonia de inauguración el 30 de junio de 1896.

El día 31 de enero de 1893, se contrató la construcción de un monumento que conmemorara el Cuarto Centenario, siendo firmado por el secretario de Gobernación, licenciado Manuel Estrada Cabrera, -por ausencia del titular de la cartera de Fomento, Próspero Morales- y don Tomás Mur. El contrato contemplaba, «un monumento a Cristóbal Colón, de nueve metros de altura, conforme se marca en la escala puesta al pie del plano respectivo», y la forma y detalles artísticos debían corresponder a los propuestos por Mur en el plano presentado al Gobierno. El monumento debería ejecutarse en bronce y «mármoles diversos y piedra del país en todo su revestimiento, los macizos y apoyos del interior de calicanto y ladrillo», y tenía que entregarse por el artista el último día del mes de noviembre de 1893.
Por el valor total de la obra, el gobierno se comprometió a pagar la suma de dieciocho mil pesos guatemaltecos: tres mil pesos al aprobarse este contrato por el jefe del Ejecutivo y mil quinientos pesos mensuales durante los diez meses siguientes, hasta completar la suma acordada.  El contrato contemplaba la exoneración de aranceles de importación, de los materiales que ingresaran vía el Puerto de San José para la fabricación del monumento.
Sin embargo, pese a la premura presidencial, el monumento no pudo inaugurarse sino hasta el 30 de junio de 1896, cuando casi todas las obras iniciadas por Reina Barrios comenzaron a volverse realidad dadas las dificultades técnicas y económicas que tuvo que enfrentar el presidente para hacer realidad su sueño de progreso y civilización, aún y cuando esto significó el hundimiento de las finanzas nacionales, el endeudamiento desmedido del país y el eventual asesinato del presidente en febrero de 1898.  Entre los gastos incurridos, se incluyó la importación de maquinaria para montar una ladrillera de propiedad estatal, pero que no pudo ponerse en operación de forma inmediata pues no se contaba con personal nacional capacitado, y fue necesario enseñar a los futuros operarios toda la técnica para poder iniciar la producción de ladrillo local.
El monumento fue inaugurado el 30 de junio de 1896 en la Plaza de Armas, en un acto apadrinado por la señora Algeria Benton de Reina Barrios, primera dama de Guatemala.  Al acto asistieron miembros del gabinete de gobierno, del cuerpo diplomático y del ayuntamiento de la Ciudad de Guatemala.

## Descripción del monumento

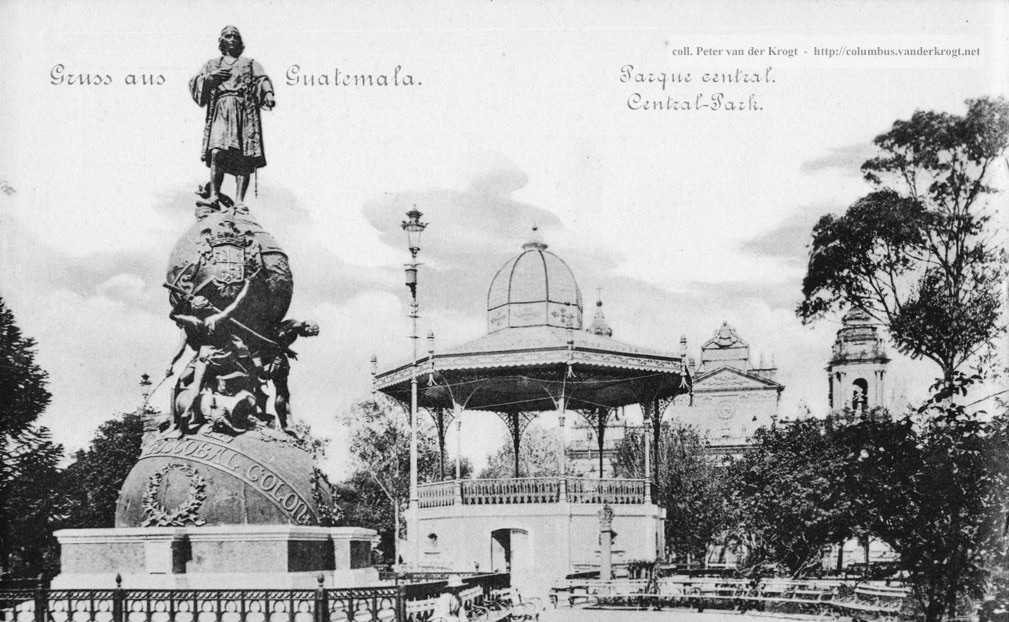
Monumento a Colón en la Plaza de Armas.

Sobre un basamento de mármoles diversamente coloreados, que forman un conjunto de severas líneas arquitectónicas, está colocado el grupo en bronce. De pie, en una semiesfera que representa el mundo conocido antes del descubrimiento de América, se encuentra tres figuras atléticas que representan a la Ciencia, la Fuerza y la Constancia. La Ciencia tiene rotas a sus pies las Columnas de Hércules con la cinta «Non Plus ultra» sujeta por la Tradición -simbolizada por el búho aplastado por la caída de aquellas-.  La Fuerza alza en su mano derecha un puñado de laureles, mientras con la izquierda ase el extremo de una palanca, sosteniendo al mundo descubierto por Colón, sirviéndole de punto de apoyo el brazo derecho la Constancia, quien en la mano izquierda tiene el cántaro del que cae la gota de agua que horada la piedra y donde se lee la inscripción «Guta cavat lapiden». La tercera y última figura representa el Valor, y está sobre una barquilla casi sumergida por las olas y que empuña el timón, desafiando la tempestad.
Sobre las tres figuras está el mundo completo, en el que destaca el escudo de los reyes católicos, sobre la faja ecuatorial, que lleva al inscripción: «Plus ultra, 12 de octubre de 1492». Remata el monumento la estatua Cristóbal Colón, que con la mano derecha apoyada en el pecho, señala con la izquierda el mundo que tiene a sus pies.
Finalmente, un quetzal simboliza a Guatemala, batiendo sus alas sobre la tierra americana, rindiendo tributo al ilustre marino genovés.

## Personalidades relacionadas con la obra

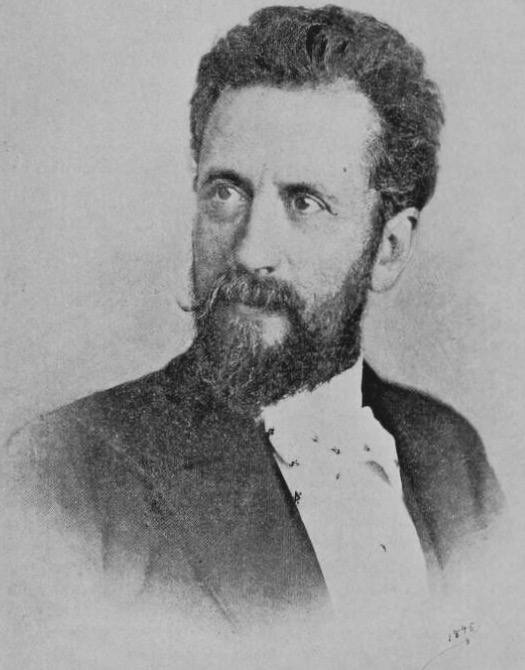
Autor: Tomás Mur, artista español
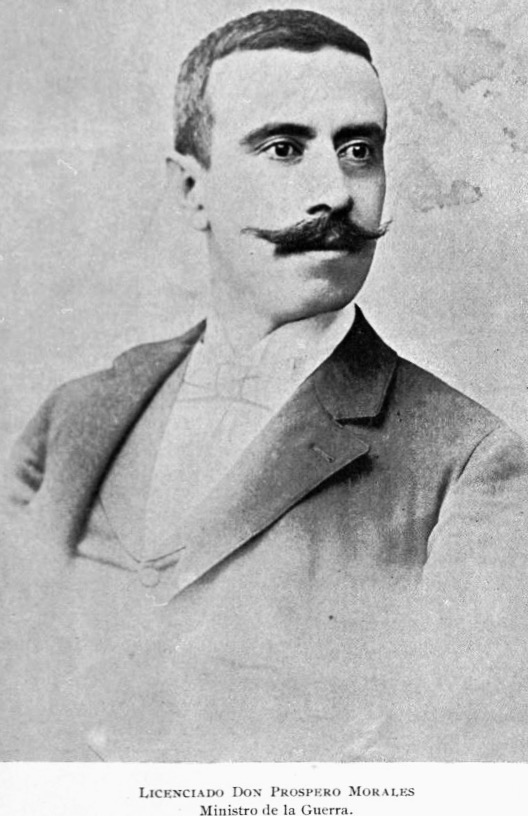
Coordinador: Próspero Morales, ministro de Fomento y de la Guerra
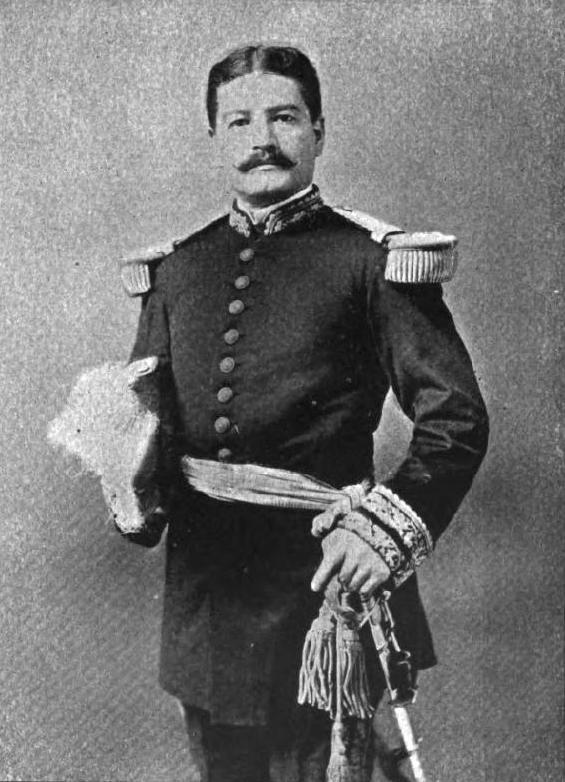
Promotor: General José María Reina Barrios, Presidente de Guatemala